# Modelo hipostático da personalidade
O modelo hipostático da personalidade é uma maneira de ver os vários lados do caráter de uma pessoa. O modelo diz que uma pessoa pode se comportar e aparecer para os outros, em muitos aspectos, dependendo de como a pessoa é, mas também em como alguém olha para essa pessoa. Diz que as pessoas não são unilaterais, mas são um pouco de tudo.
Por exemplo, alguém hoje pode ser mau, e amanhã ele pode ser bom. Como alguém se comporta também depende de coisas e pessoas ao redor dele ou dela. Por exemplo, às vezes a pessoa mais covarde pode se tornar o maior herói, se ele é chamado para salvar a vida de alguém.  Todos esses "lados" de uma pessoa tem que ser conhecido pelos cientistas para que possam mudá-los para melhor.